# Битва при Клеонах
Битва при Клеонах — битва на Пелопоннесі між військами Ахейського союза та аргоського тирана Аристіппа, котра сталась у 235 р. до н. е. під час Деметрієвої війни анти- та промакедонських коаліцій.
З другої половини 240-х років до н. е. стратег Ахейського союза Арат вів боротьбу проти аргоських правителів, намагаючись встановити там демократію та тим самим відірвати це важливе місто від союзу з македонцями (царі останніх традиційно підтримували тиранів пелопоннеських міст). В один з моментів Арату вдалось приєднати до свого союзу місто Клеони, котре з 4 століття до н. е. опинилось в залежності від Аргоса. За наказом ахейського стратега у належній Клеонам Немеї відновилось проведення Немейських ігор, котрі раніше, після підкорення Клеонів аргів'янами, були перенесені до Аргоса.
Через певний час Аристіпп почав готуватись до нападу на Клеони, проте відкладав його з огляду на перебування Арата із військом в Коринфі. Дізнавшись про це, Арат наказав своїм воїнам бути напоготові, тоді як сам вирушив до Кенхреїв (одна з коринфських гаваней, розташована за 11 км на схід від міста). Тепер вже Аристіппу доповіли, що ворожий полководець тимчасово полишив свою армію, так що аргоський тиран сприйняв це як слушну нагоду для походу проти Клеонів. Водночас Арат таємно повернувся до Коринфа та повів своє військо у Клеони, в які ввійшов ще затемна.
На світанку загони ахейського союза виступили з Клеонів та напали на ворога, котрий не очікував зустріти тут вороже військо. Аргосці кинулись втікати, тоді як ахейці вперто переслідували їх та перебили біля 1,5 тисячі воїнів (при цьому, як стверджує Плутарх, не втративши жодного зі своїх). Сам Аристіпп був забитий біля Мікен.
Попри блискучу перемогу, Арату не вдалось захопити Аргос, котрий перейшов під владу брата Аристіппа Арістомаха.